# Rosarita Fleury
Rosarita Fleury (Cidade de Goiás, 27 de outubro de 1913 – Goiânia, 14 de março de 1993) foi uma poeta, escritora e biógrafa brasileira.

## Biografia
Filha de Heitor Moraes Fleury, o primeiro Juiz de Direito de Goiânia, e de Josephina Caiado Fleury, Rosarita completou seus o Curso Normal no Colégio Santana, ainda na cidade de Goiás. Deu continuidade aos estudos no Colégio São José de Formosa e no Colégio Santa Clara, de Campinas, onde completou sua formação com cursos em piano, pintura e trabalhos manuais. Posteriormente, terminou os cursos de secretariado, contabilidade, filosofia e extensão musical.
Já na década de 20 deus seus primeiros passos na literatura, com poemas e jograis que foram publicados no jornal A Voz do Povo, na Revista Oeste e em outros periódicos da época. Seu poema Retalhos circulou em publicação especial no dia do Batismo Cultural de Goiânia, 1935; São João, poema, recebeu um prêmio da Academia Goiana de Letras, em 1940; e o poema Goiânia foi também premiado pela Academia Goiana de Letras, em 1942. Recebeu inúmeras medalhas, diplomas e troféus. Cedeu seu nome a bibliotecas de escolas estaduais na capital e no interior e a vários auditórios. Pertenceu à Associação Goiana de Imprensa, à Academia Goiana de Letras (AGL), à União Brasileira dos Escritores - Seção de Goiás, à Academia Trindadense de Letras, Ciências e Artes (ATLECA) e ao Instituto Histórico e Geográfico de Goiás (IHGG), onde é Patrona da Cadeira n.º 48. A Câmara Municipal de Goiânia, também prestou-lhe justa homenagem, concedendo-lhe o título de Cidadã Goianiense, na década de 70.
Rosarita também foi idealizadora e co-fundadora, juntamente com Ana Braga Gontijo e Nelly Alves de Almeida, da Academia Feminina de Letras e Artes de Goiás (AFLAG) em 1970. Exerceu a Presidência da AFLAG por 23 anos consecutivos, embora, de dois em dois anos, colocasse o cargo à disposição das confreiras, realizando as eleições, de acordo com o estatuto da Casa.

## Obra
Sua principal obra de ficção foi o romance Elos da mesma corrente (1958) que recebeu o Prêmio Júlia Lopes de Almeida, em 1959, da Academia Brasileira de Letras (ABL), que, pela primeira vez, agraciou um escritor goiano. Além da premiação pela ABL, este mesmo livro de Rosarita Fleury foi eleito entre os 20 melhores da literatura goiana por um júri escolhido pelo jornal O Popular. Algumas de suas outras obras:
- 1958 — Elos da mesma corrente, romance
- 1973 — Leodegária de Jesus, estudos
- 1973 — Heitor Moraes Fleury, biografia
- 1974 — Alberto Santos Dumont, estudos
- 1977 — Jarbas Jayme, biografia de um historiador
- 1979 — Eurydice Natal e Silva, biografia
- 1981 — Altamiro de Moura Pacheco, biografia
- 1983 — Sombras em marcha, romance.